# Tipula sexspinosa
Tipula sexspinosa är en tvåvingeart som beskrevs av Gabriel Strobl 1898. Tipula sexspinosa ingår i släktet Tipula och familjen storharkrankar. Inga underarter finns listade i Catalogue of Life.